# Classe Type 053
La classe Type 53, nota in Occidente come Classe Jianghu, è una numerosa serie di fregate della Marina militare cinese, esportata anche in altri paesi come il Pakistan. Le fregate sono state prodotte in diverse versioni e per un lungo periodo di tempo.

## Storia
Dopo l'esperienza delle quattro fregate lanciamissili della classe Riga assemblate in Cina , denominate classe Chengdu (6601), che vennero rivisitate intorno al 1970 e ridenominate classe Chengdu (01), seguirono poi le migliorate classe Jiangnan (Type 065), che modificavano il progetto della classe Riga con un castello allungato per ospitare i più voluminosi motori diesel destinati a queste navi, visto che i cinesi non riuscivano a riprodurre i gruppi di turbine a vapore ad alta pressione russi; successivamente vennero alla luce le due unità della classe Jiangdong, simili ancora alle precedenti anche se destinate come unità antiaeree, e lanciate prive degli impianti di missili antiaerei HQ-61 perché non ancora operativi all'epoca del loro completamento; queste vennero classificate come le prime Type 053K.

## Progetto
La classe Jianghu (nome in codice NATO del progetto Type 053), ripartita in cinque serie, ha avuto una capacità antinave ben più spiccata, con la prima serie provvista di una dotazione di sei missili antinave Styx in versione cinese, i SY-1 Silkworm, in due lanciatori tripli. Sono state le prime fregate ad essere progettate dopo la Rivoluzione culturale. Ne sono state costruite 23 tra le 14 del sottotipo I (Type 053H) e le 9 del sottotipo II (Type 053H1). Nel modello II ci sono modifiche nell'apparato motore, e su una di queste navi è stato aggiunto un hangar per elicotteri. Diverse unità del modello I avrebbero dovuto essere aggiornate al modello II, mentre la nave modificata è stata usata come base per le classi Luhu e Jiangwei. Le navi sono dotate di un sonar a scafo di tipo SJD-3 non fisso, ma estratto tramite un'asta telescopica quando in uso, in modo da migliorarne l'efficienza.
Infine nel modello III (Type 053H2) vi sono cannoni in impianti binati da 100mm, cannoni AA da 57 e 37mm, lanciarazzi antisommergibile e rampe per bombe di profondità.2 Del terzo tipo sono state acquistate dall'Egitto nel 1984 e nel 1985,prendendo i nomi di Najim az Zaffer ed El Nasser. Altre 4 sono state vendute alla Thailandia nel 1991-92. Due unità sono in servizio con la marina cinese; la Huangshi e la Wuhu.
Due altri vascelli, uno dei quali è stato identificato come Zhoushan,vengono erroneamente inseriti in questa classe, ma fanno parte in realtà del modello migliorato Tipo IV (Type 053H1Q). Questo perché le autorità cinesi si riferiscono sia alla Jianghu III,sia alla Tipo IV come "Nuove Fregate Missilistiche". Le Tipo IV hanno uno scafo completamente chiuso e sono dotate di aria condizionata.
Il Type 053H1Q, Jianghu V, è composto da sei navi del tipo III in versione più economica, per colmare un vuoto nella flotta cinese.
I successivi Type 053H2G (codice NATO classe Jiangwei-I) e Type 053H3 (codice NATO Jiangwei-II) hanno una classificazione a parte.

## Navi
Ecco le varie sottoclassi e le unità costruite per altri paesi o ad essi trasferite.

### Type 053K (Jiangdong): Navi della classe
| Numero | Pennant Numero | Nome           | Costruttore | Varata       | In servizio | Flotta          | Status                                                            |
| ------ | -------------- | -------------- | ----------- | ------------ | ----------- | --------------- | ----------------------------------------------------------------- |
| 1      | 531            | 鹰潭 / Yingtan | Hudong      | ottobre 1971 | marzo 1975  | Flotta dell'est | Ritirata dal servizio in luglio 1994. Preservata come nave museo. |
| 2      | 532            | ??? / ???      | Qiuxin      | maggio 1975  | luglio 1977 | Flotta dell'est | Ritirata dal servizio in giugno 1986. Rottamata.                  |

### Type 053H (Jianghu-I): Navi della classe
| Numero | Pennant Numero | Nome             | Costruttore | Varata           | In servizio       | Flotta          | Status |
| ------ | -------------- | ---------------- | ----------- | ---------------- | ----------------- | --------------- | --- |
| 1      | 516            | 九江 / Jiujiang  | Hudong      | 28 giugno 1975   | 31 dicembre 1975  | Flotta dell'est | Ex-Changsha, Rinominata il 1º agosto 1981. Attiva. Convertita in nave supporto antincendio nel 2002.                                                         |
| 2      | 515            | 厦门 / Xiamen    | Hudong      | 27 ottobre 1975  | 31 dicembre 1975  | Flotta dell'est | Ritirata dal servizio in agosto 2013. Preservata come nave museo.                                                                                            |
| 3      | 517            | 南平 / Nanping   | Hudong      | 16 aprile 1976   | 31 ottobre 1977   | Flotta dell'est | Attiva. Trasferita all'Accademia Navale cinese come nave addestrativa in 2012.                                                                               |
| 4      | 511            | 南通 / Nantong   | Hudong      | 9 novembre 1976  | 31 marzo 1977     | Flotta dell'est | Ritirata dal servizio in agosto 2012. |
| 5      | 513            | 淮安 / Huai'an   | Hudong      | 19 aprile 1977   | 31 dicembre 1977  | Flotta dell'est | Ex-Huaiyin, Rinominata on 20 dicembre 2006. Ritirata dal servizio on 20 maggio 2013. Trasferita alla University of Naval Engineering come nave addestrativa. |
| 6      | 512            | 无锡 / Wuxi      | Hudong      | 27 luglio 1977   | 14 dicembre 1978  | Flotta dell'est | Ritirata dal servizio il 16 agosto 2012. |
| 7      | 514            | 镇江 / Zhenjiang | Hudong      | 11 February 1978 | 25 gennaio 1979   | Flotta dell'est | Ritirata dal servizio il 12 maggio 2013. |
| 8      | 518            | 吉安 / Ji'an     | Hudong      | 10 luglio 1978   | 31 marzo 1979     | Flotta del sud  | Ritirata dal servizio in 2012. |
| 9      | 510            | 绍兴 / Shaoxing  | Hudong      | 26 gennaio 1979  | 30 giugno 1979    | Flotta del sud  | Ritirata dal servizio in marzo 2007. Trasferita alla Guardia costiera cinese come Nave pattuglia della guardia costiera #1003.                               |
| 10     | 509            | 常德 / Changde   | Hudong      | 29 aprile 1979   | 30 settembre 1979 | Flotta del sud  | Ritirata dal servizio in marzo 2007. Trasferita alla Guardia costiera cinese come Nave pattuglia della guardia costiera #1002.                               |
| 11     | 519            | 长治 / Changzhi  | Hudong      | 24 luglio 1979   | 16 dicembre 1979  | Flotta del nord | Attiva. Riservata come piattaforma sperimentale. |
| 12     | 520            | 开封 / Kaifeng   | Hudong      | 7 ottobre 1979   | 28 giugno 1980    | Flotta del nord | Ritirata dal servizio in 1992. Incagliata su una scogliera nel 1985. Rottamata.                                                                              |
| 13     | 551            | 茂名 / Maoming   | Hudong      | 10 maggio 1980   | 30 settembre 1980 | Flotta del sud  | Ritirata dal servizio in ottobre 2012. Rottamata. |
| 14     | 552            | 宜宾 / Yibin     | Hudong      | 17 luglio 1980   | 19 dicembre 1980  | Flotta del sud  | Ritirata dal servizio in ottobre 2012. Rottamata. |

### Type 053H1 (Jianghu-II): Navi della classe
| Numero | Pennant Numero | Nome            | Costruttore | Varata           | In servizio       | Flotta          | Status |
| ------ | -------------- | --------------- | ----------- | ---------------- | ----------------- | --------------- | --- |
| 1      | 533            | 台州 / Taizhou  | Hudong      | 13 dicembre 1981 | 30 giugno 1982    | Flotta dell'est | Attiva. Ex-Ningbo, Rinominata il 6 marzo 2003. Trasferita a Flotta del sud.                                  |
| 2      | 534            | 金华 / Jinhua   | Hudong      | 21 maggio 1982   | 13 dicembre 1982  | Flotta dell'est | Attiva. Trasferita a Flotta del sud.                                                                         |
| 3      | 543            | 丹东 / Dandong  | Hudong      | 25 gennaio 1985  | 30 maggio 1985    | Flotta del nord | Attiva. Trasferita a Flotta del sud.                                                                         |
| 4      | 553            | 韶关 / Shaoguan | Hudong      | 2 maggio 1985    | 24 settembre 1985 | Flotta del sud  | Attiva. |
| 5      | 554            | 安顺 / Anshun   | Hudong      | 10 marzo 1986    | 27 giugno 1986    | Flotta del sud  | Ritirata dal servizio in marzo 2012. Trasferita alla Marina militare birmana come F21 UMS Mahar Bandoola.    |
| 6      | 555            | 昭通 / Shaotong | Hudong      | 7 settembre 1986 | 24 marzo 1987     | Flotta del sud  | Attiva. |
| 7      | 545            | 临汾 / Linfen   | Hudong      | 9 novembre 1986  | 30 settembre 1987 | Flotta del nord | Attiva. Trasferita a Flotta del sud.                                                                         |
| 8      | 556            | 湘潭 / Xiangtan | Hudong      | 14 luglio 1987   | 20 dicembre 1987  | Flotta del sud  | Ritirata dal servizio in 1989. Trasferita a Bangladesh Navy come F18 BNS Osman.                              |
| 9      | 557            | 吉首 / Jishou   | Hudong      | 8 novembre 1987  | 15 giugno 1988    | Flotta del sud  | Ritirata dal servizio in marzo 2012. Trasferita alla Marina militare birmana come F23 UMS Mahar Thiha Thura. |

### Type 053H1Q (Jianghu-IV): Navi della classe
| Numero | Pennant Numero | Nome         | Costruttore | Varata            | In servizio      | Flotta          | Status |
| ------ | -------------- | ------------ | ----------- | ----------------- | ---------------- | --------------- | --- |
| 1      | 544            | 旅顺/ Lushun | Hudong      | 29 settembre 1985 | 24 dicembre 1985 | Flotta del nord | Ex-Siping, Rinominata il 28 luglio 2010. Attiva. Trasferita all'Accademia navale cinese come nave addestrativa in 2010. |

### Type 053H2 (Jianghu-III): Navi della classe
| Numero | Pennant Numero | Nome             | Costruttore | Varata           | In servizio      | Flotta          | Status                                                                                   |
| ------ | -------------- | ---------------- | ----------- | ---------------- | ---------------- | --------------- | ---------------------------------------------------------------------------------------- |
| 1      | 535            | 黄石 / Huangshi  | Hudong      | 28 dicembre 1985 | 15 dicembre 1986 | Flotta dell'est | Ritirata dal servizio in aprile 2013. Venduta a Bangladesh Navy come F15 BNS Abu Baker.  |
| 2      | 536            | 芜湖 / Wuhu      | Hudong      | 9 agosto 1986    | 29 dicembre 1987 | Flotta dell'est | Ritirata dal servizio in aprile 2013. Venduta a Bangladesh Navy come F17 BNS Ali Haider. |
| 3      | 537            | 沧州 / Changzhou | Hudong      | 30 ottobre 1989  | 17 novembre 1990 | Flotta dell'est | Attiva. Ex-Zhoushan, Rinominata il 31 luglio 2006. Trasferita a Flotta del nord          |

### Type 053H1G (Jianghu-V): Navi della classe
| Numero | Pennant Numero | Nome            | Costruttore | Varata        | In servizio  | Flotta         | Status             |
| ------ | -------------- | --------------- | ----------- | ------------- | ------------ | -------------- | ------------------ |
| 1      | 558            | 北海 / Beihai   | Huangpu     | gennaio 1993  | maggio 1993  | Flotta del sud | Ex-Zigong. Attiva. |
| 2      | 560            | 东莞 / Dongguan | Huangpu     | marzo 1993    | ottobre 1993 | Flotta del sud | Attiva             |
| 3      | 559            | 佛山 / Foshan   | Huangpu     | dicembre 1993 | giugno 1994  | Flotta del sud | Attiva             |
| 4      | 562            | 江门 / Jiangmen | Huangpu     |               |              | Flotta del sud | Attiva.            |
| 5      | 563            | 肇庆 / Zhaoqing | Huangpu     |               |              | Flotta del sud | Attiva.            |
| 6      | 561            | 汕头 / Shantou  | Huangpu     |               |              | Flotta del sud | Attiva.            |

### Servizio con altre marine
11 in totale:
- Bangladesh Navy 
  - F18 Osman (053H1): ex-PLAN #556 Xiangtan, venduta al Bangladesh nel 1989.
  - F15 Abu Bakar (053H2): ex-PLAN #535 Huangshi, venduta al Bangladesh nel 2013.
  - F17 Ali Haider (053H2): ex-PLAN #536 Wuhu, venduta al Bangladesh nel 2013.

- Myanmar Navy
  - F21 UMS Mahar Bandoola (053H1): ex-PLAN #557 Jishou, venduta alla Birmania nel 2012.
  - F23 UMS Mahar Thiha Thura (053H1): ex-PLAN #554 Anshun, venduta alla Birmania nel 2012.

- Egyptian Navy 
  - 951 Najim al-Zafir (053HE)
  - 956 Al-Nasser (053HE)

- Royal Thai Navy 
  - 455 HTMS Chao Praya (053T): Basata sulla Type 053H2 (Jianghu III), costruita per l'esportazione nel 1991 come 053T (T = Thailand).
  - 456 HTMS Bangpakong (053T): Come sopra
  - 457 HTMS Kraburi (053HT): Progetto migliorato dal tipo 053HT-H, costruito nel 1992 per l'esportazione. Ponte elicottero + missili superficie-superficie YJ-81 (C-801).
  - 458 HTMS Saiburi (053HT): Come sopra.